# Fischerufer 16

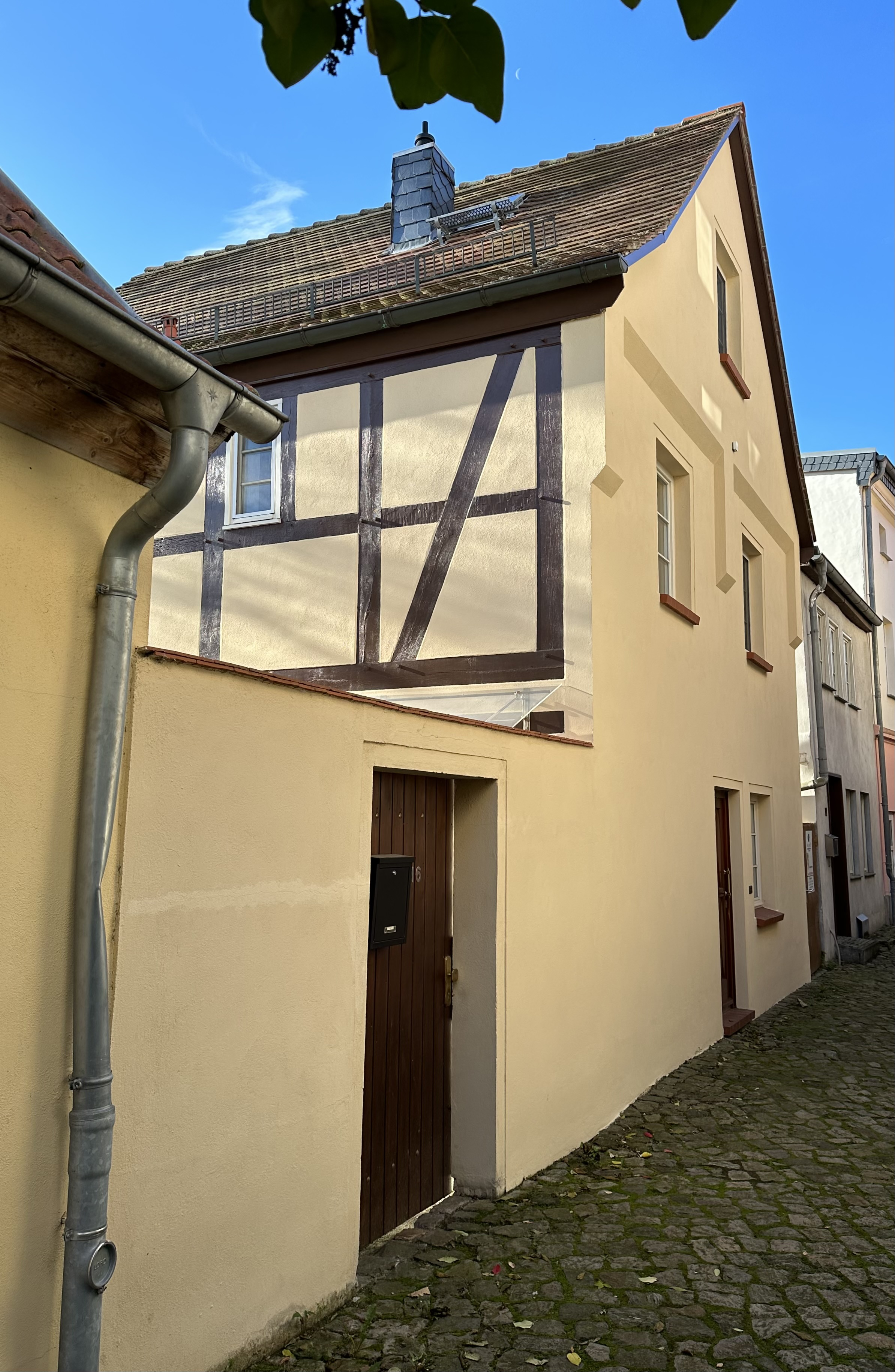
Fischerufer 16 im Jahr 2023, Blick von Nordosten

Das Haus Fischerufer 16 ist ein ehemals denkmalgeschütztes Wohnhaus in der Stadt Wolmirstedt in Sachsen-Anhalt.

## Lage
Das Gebäude befindet sich auf der Südseite der Straße Fischerufer am südlichen Rand Wolmirstedts, am Nordufer der Ohre.

## Architektur und Geschichte
Das zweigeschossige Gebäude ist in Fachwerkbauweise errichtet und giebelständig zur schmalen Straße ausgerichtet. Es entstand im 17. und frühen 18. Jahrhundert und gilt als eines der ältesten erhaltenen Gebäude Wolmirstedts. Die Gefache waren zum Teil mit Lehm, zum Teil mit Ziegeln ausgefacht. Das obere Stockwerk sowie das Dachgeschoss kragen deutlich vor. Bemerkenswert ist ein klassizistisches Türblatt (Stand 2001).
Das Haus gilt als prägend für das Straßenbild. In der Vergangenheit wurde sein urtümliches Erscheinungsbild mit spitzem Giebel und kleinen Fenstern betont. Anfang des 21. Jahrhunderts erfolgte eine Sanierung. 
2015 wurde das Haus dann bereits als ehemaliges Denkmal geführt. Im Denkmalverzeichnis des Landes Sachsen-Anhalt war das Wohnhaus unter der Erfassungsnummer 094 70324 verzeichnet.